# Phàn (nước)
Phàn (tiếng Trung: 樊; bính âm: Fán) là một nước chư hầu thời Xuân Thu nhà Tây Chu, lúc đầu được phong ở khu vực nay là phía đông nam quận Trường An, thành phố Tây An tỉnh Thiểm Tây, sau dời sang khu vực nay là thành phố Tế Nguyên tỉnh Hà Nam.